# Dohody z Camp Davidu

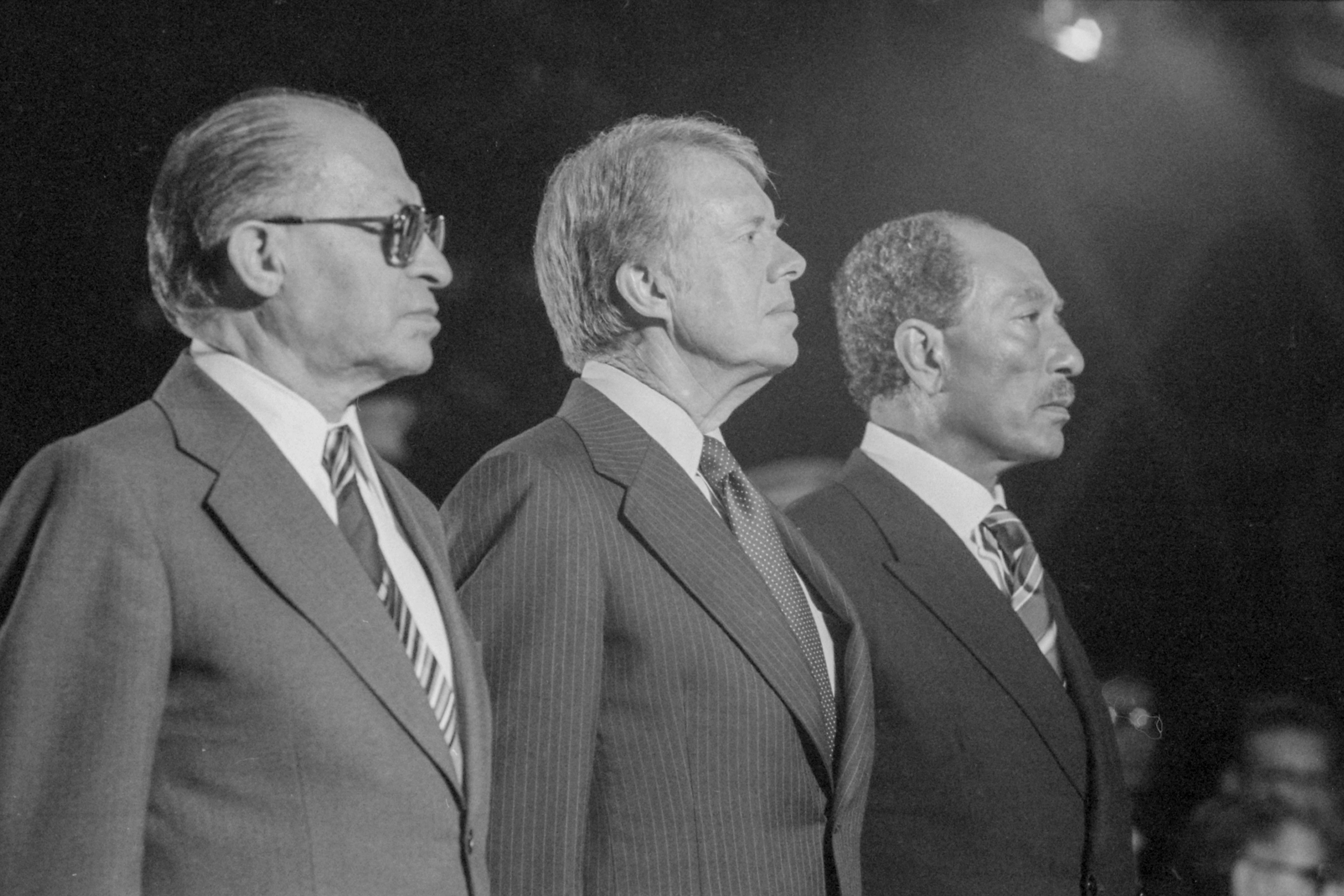
Begin, Carter, Sádát

Dohody z Camp Davidu (anglicky: Camp David Accords) byla série mírových smluv mezi Izraelem a Egyptem, které 17. září 1978, po dvanáctidenním vyjednávání v městě Camp David (Maryland, USA), podepsali egyptský prezident Anvar as-Sádát a izraelský premiér Menachem Begin. Dohody sestávaly ze dvou smluv, které byly podepsány v Bílém domě za účasti prezidenta Jimmyho Cartera. Jednání se též účastnili američtí poradci Zbigniew Brzezinski a Henry Kissinger, který Sádáta ohledně perspektivy mírové smlouvy poprvé kontaktoval již v roce 1977.
Dohody z Camp David vedly bezprostředně k egyptsko-izraelské mírové smlouvě.